# Alessandro Birindelli
Alessandro Birindelli (Pisa, 12 novembre 1974) è un dirigente sportivo, allenatore di calcio ed ex calciatore italiano, di ruolo difensore, tecnico della Pianese.

## Biografia
Ha un figlio, Samuele, anch'egli calciatore.

## Caratteristiche tecniche

### Giocatore
Il suo ruolo originario era quello di ala destra; solo una volta giunto nella squadra Primavera dell'Empoli ha cominciato a giocare stabilmente come terzino destro, ruolo poi interpretato per il resto della carriera. In possesso di un «destro di potenza», grazie a esso talvolta s'incaricava dell'esecuzione di calci piazzati.

## Carriera

### Giocatore

#### Club

##### Empoli e Juventus

Birindelli all'Empoli nella stagione 1996-1997

Inizia a giocare a calcio all'età di 8 anni nella squadra di San Frediano di Cascina, piccolo centro della provincia di Pisa. Cresce nelle giovanili dell'Empoli, con cui disputa cinque campionati (quattro in Serie C1 e uno in Serie B), ottenendo due promozioni consecutive, sotto la guida di Luciano Spalletti, dalla C1 alla B nel 1996, e dalla B alla Serie A l'anno successivo.
Proprio il 1997 è il suo anno più fortunato, in quanto oltre alla promozione con la formazione toscana, Spalletti lo segnala al corregionale Marcello Lippi, tecnico della Juventus, il quale in estate lo porta a Torino, acquistato alla società bianconera per 4,5 miliardi di lire. In maglia juventina si guadagna subito un posto da titolare, vincendo dopo poche settimane la Supercoppa italiana ai danni del Vicenza, ed esordendo in Serie A il 31 agosto 1997 contro il Lecce, nella stagione in cui conquisterà il suo primo dei suoi tre scudetti; nella stessa annata raggiunge anche la sua prima finale di Champions League, persa ad Amsterdam contro il Real Madrid.
A fronte del suo ruolo di gregario, rimane tra i punti fermi della Juventus nelle stagioni seguenti, e nel 2003 gioca la sua seconda finale di Champions League, anch'essa persa, stavolta a Manchester contro i connazionali del Milan (pur realizzando il suo tentativo nell'epilogo ai tiri di rigore). Nell'estate 2005, durante un'amichevole contro il Benfica, incappa in un grave infortunio alla caviglia che gli preclude la stagione 2005-2006.
Tornato a disposizione all'inizio dell'annata seguente, complice la sopravvenuta retrocessione d'ufficio della società bianconera in Serie B, ottiene il ruolo di vicecapitano e riconquista anche il posto da titolare sulla fascia destra. Nel campionato cadetto 2006-2007 gioca 37 partite segnando 1 rete, quella che il 31 marzo permette ai torinesi di battere il Pescara (1-0). Ottenuto l'immediato ritorno in massima serie, nella stagione 2007-2008 viene riconfermato in squadra e, seppur relegato tra le seconde linee, disputa in totale 11 gare tra campionato e Coppa Italia. Il 17 maggio 2008 dà l'addio alla Juventus dopo 11 anni.
In maglia bianconera vanta in totale 7 gol. La prima marcatura in Serie A è contro il Piacenza, mentre in Champions League segna 3 gol: il primo, all'esordio, su punizione contro il Feyenoord (5-1); poi un anno dopo sigla di testa il pareggio contro il Galatasaray (2-2); infine il terzo allo Stadio Riazor di La Coruña, con uno spettacolare tiro dai 25 metri all'incrocio dei pali (2-2).

##### Ultimi anni
Deciso a proseguire l'attività agonistica, il 21 luglio 2008 si accasa al Pisa, città dove è nato ma nella quale non aveva mai giocato. Birindelli disputa in nerazzurro 37 partite nella serie cadetta. Dopo il fallimento della società, in seguito alla retrocessione, il giocatore rimane senza squadra, ma il 19 agosto 2009 ne viene ufficializzato l'acquisto da parte del Pescina VG, società abruzzese neopromossa in Prima Divisione. Nonostante l'ingaggio di altri nomi di rilievo per la categoria, come César e Lampros Choutos, la squadra fallisce al termine della stagione 2009-2010, con Birindelli che decide di chiudere la sua carriera da professionista.
In carriera ha totalizzato complessivamente 160 presenze e 1 rete in Serie A (in occasione del successo esterno della Juventus sul Piacenza del 14 febbraio 1999) e 109 presenze e due reti in Serie B.

#### Nazionale
Inizia la carriera in maglia azzurra nelle rappresentative Under-16, con cui vince nel 1990 il Torneo Internazionale Città di Colombo, e Under-17, in cui viene convocato 3 volte nel 1991 senza mai debuttare. Nel 1997 prende parte ai Giochi del Mediterraneo con l'Italia under 23 guidata da Marco Tardelli che vince la competizione, disputando da titolare i quarti, la semifinale e la finale contro i pari età della Turchia.
Proprio contro i turchi esordisce con la nazionale maggiore il 20 novembre 2002, rispondendo alla convocazione del commissario tecnico Giovanni Trapattoni; totalizzerà complessivamente 6 presenze nella nazionale A.

### Allenatore e dirigente
Nel luglio 2010 entra nello staff della nazionale zambiana, come assistente del selezionatore Dario Bonetti.
Nel maggio 2011 è nominato responsabile del settore giovanile della Pistoiese, militante in Serie D. Il 19 settembre successivo, a seguito delle dimissioni di Riccardo Agostiniani, assume la carica di allenatore della prima squadra, venendo esonerato poco più di un mese dopo, il 31 ottobre, dopo che la formazione arancione era nel frattempo precipitata all'ultimo posto in classifica.
Il 18 aprile 2012 viene nominato vice di Dario Bonetti alla guida della Dinamo Bucarest. Il successivo 14 novembre viene esonerato insieme al tecnico.
Nel maggio 2013 torna al Pisa in qualità di capo del settore giovanile, mentre nell'estate 2014 è nominato responsabile del settore giovanile del Trapani. Nella stagione 2016-2017 torna all'Empoli, società che l'aveva cresciuto da calciatore, chiamato ad allenare della formazione Under-17. Nell'autunno 2017 avviene un secondo ritorno a Pisa, prendendo in mano la formazione Under-16; l'annata seguente passa alla guida della formazione Berretti nerazzurra.
Dall'11 novembre 2021 torna all'Empoli come allenatore della squadra Under-16. Il 6 luglio 2023 viene promosso alla guida della squadra Primavera. Il 28 gennaio 2025 viene esonerato.
Il 17 giugno 2025, Birindelli viene ingaggiato come tecnico della prima squadra della Pianese, in Serie C, ottenendo così il suo primo incarico con un club professionistico.

## Statistiche

### Presenze e reti nei club
| Stagione        | Squadra         | Campionato      | Campionato | Campionato | Coppa nazionali | Coppa nazionali | Coppa nazionali | Coppe continentali | Coppe continentali | Coppe continentali | Altre coppe | Altre coppe | Altre coppe | Totale | Totale |
| Stagione        | Squadra         | Comp            | Pres       | Reti       | Comp            | Pres            | Reti            | Comp               | Pres               | Reti               | Comp        | Pres        | Reti        | Pres   | Reti   |
| --------------- | --------------- | --------------- | ---------- | ---------- | --------------- | --------------- | --------------- | ------------------ | ------------------ | ------------------ | ----------- | ----------- | ----------- | ------ | ------ |
| 1992-1993       | Empoli          | C1              | 1          | 0          | CI              | 0               | 0               | -                  | -                  | -                  | -           | -           | -           | 1      | 0      |
| 1993-1994       | Empoli          | C1              | 22         | 0          | CI              | 1               | 0               | -                  | -                  | -                  | -           | -           | -           | 23     | 0      |
| 1994-1995       | Empoli          | C1              | 29         | 0          | CI              | 0               | 0               | -                  | -                  | -                  | -           | -           | -           | 29     | 0      |
| 1995-1996       | Empoli          | C1              | 30         | 0          | CI              | 0               | 0               | -                  | -                  | -                  | -           | -           | -           | 30     | 0      |
| 1996-1997       | Empoli          | B               | 35         | 1          | CI              | 3               | 0               | -                  | -                  | -                  | -           | -           | -           | 38     | 1      |
| Totale Empoli   | Totale Empoli   | Totale Empoli   | 117        | 1          |                 | 4               | 0               |                    | -                  | -                  |             | -           | -           | 121    | 1      |
| 1997-1998       | Juventus        | A               | 29         | 0          | CI              | 7               | 1               | UCL                | 10                 | 1                  | SI          | 1           | 0           | 47     | 2      |
| 1998-1999       | Juventus        | A               | 24+1       | 1+0        | CI              | 2               | 0               | UCL                | 8                  | 1                  | SI          | 1           | 0           | 36     | 2      |
| 1999-2000       | Juventus        | A               | 22         | 0          | CI              | 4               | 0               | Int+CU             | 4+8                | 0                  | -           | -           | -           | 38     | 0      |
| 2000-2001       | Juventus        | A               | 19         | 0          | CI              | 1               | 0               | UCL                | 5                  | 0                  | -           | -           | -           | 25     | 0      |
| 2001-2002       | Juventus        | A               | 10         | 0          | CI              | 8               | 1               | UCL                | 9                  | 0                  | -           | -           | -           | 27     | 1      |
| 2002-2003       | Juventus        | A               | 17         | 0          | CI              | 4               | 0               | UCL                | 13                 | 1                  | SI          | 1           | 0           | 35     | 1      |
| 2003-2004       | Juventus        | A               | 19         | 0          | CI              | 3               | 0               | UCL                | 5                  | 0                  | SI          | 1           | 0           | 28     | 0      |
| 2004-2005       | Juventus        | A               | 12         | 0          | CI              | 2               | 0               | UCL                | 4                  | 0                  | -           | -           | -           | 18     | 0      |
| 2005-2006       | Juventus        | A               | 0          | 0          | CI              | 0               | 0               | UCL                | 0                  | 0                  | SI          | 0           | 0           | 0      | 0      |
| 2006-2007       | Juventus        | B               | 37         | 1          | CI              | 3               | 0               | -                  | -                  | -                  | -           | -           | -           | 40     | 1      |
| 2007-2008       | Juventus        | A               | 7          | 0          | CI              | 4               | 0               | -                  | -                  | -                  | -           | -           | -           | 11     | 0      |
| Totale Juventus | Totale Juventus | Totale Juventus | 196+1      | 2+0        |                 | 38              | 2               |                    | 66                 | 3                  |             | 4           | 0           | 305    | 7      |
| 2008-2009       | Pisa            | B               | 37         | 0          | CI              | 1               | 0               | -                  | -                  | -                  | -           | -           | -           | 38     | 0      |
| 2009-2010       | Pescina VG      | LP-1D           | 27+2       | 0          | CI              | 0               | 0               | -                  | -                  | -                  | -           | -           | -           | 29     | 0      |
| Totale carriera | Totale carriera | Totale carriera | 377+3      | 3+0        |                 | 43              | 2               |                    | 66                 | 3                  |             | 4           | 0           | 493    | 8      |

### Cronologia presenze e reti in nazionale
| Cronologia completa delle presenze e delle reti in nazionale ― Italia | Cronologia completa delle presenze e delle reti in nazionale ― Italia | Cronologia completa delle presenze e delle reti in nazionale ― Italia | Cronologia completa delle presenze e delle reti in nazionale ― Italia | Cronologia completa delle presenze e delle reti in nazionale ― Italia | Cronologia completa delle presenze e delle reti in nazionale ― Italia | Cronologia completa delle presenze e delle reti in nazionale ― Italia | Cronologia completa delle presenze e delle reti in nazionale ― Italia |
| Data                                                                  | Città                                                                 | In casa                                                               | Risultato                                                             | Ospiti                                                                | Competizione                                                          | Reti                                                                  | Note                                                                  |
| --------------------------------------------------------------------- | --------------------------------------------------------------------- | --------------------------------------------------------------------- | --------------------------------------------------------------------- | --------------------------------------------------------------------- | --------------------------------------------------------------------- | --------------------------------------------------------------------- | --------------------------------------------------------------------- |
| 20-11-2002                                                            | Pescara                                                               | Italia                                                                | 1 – 1                                                                 | Turchia                                                               | Amichevole                                                            | -                                                                     |                                                                       |
| 12-3-2003                                                             | Genova                                                                | Italia                                                                | 1 – 0                                                                 | Portogallo                                                            | Amichevole                                                            | -                                                                     | 58’                                                                   |
| 29-3-2003                                                             | Palermo                                                               | Italia                                                                | 2 – 0                                                                 | Finlandia                                                             | Qual. Euro 2004                                                       | -                                                                     | 68’                                                                   |
| 3-6-2003                                                              | Campobasso                                                            | Italia                                                                | 2 – 0                                                                 | Irlanda del Nord                                                      | Amichevole                                                            | -                                                                     | 69’                                                                   |
| 31-3-2004                                                             | Braga                                                                 | Portogallo                                                            | 1 – 2                                                                 | Italia                                                                | Amichevole                                                            | -                                                                     | 88’                                                                   |
| 18-8-2004                                                             | Reykjavík                                                             | Islanda                                                               | 2 – 0                                                                 | Italia                                                                | Amichevole                                                            | -                                                                     | 46’                                                                   |
| Totale                                                                |                                                                       | Presenze                                                              | 6                                                                     |                                                                       | Reti                                                                  | 0                                                                     |                                                                       |

### Statistiche da allenatore
Statistiche aggiornate al 17 agosto 2025.
| Stagione        | Squadra         | Campionato      | Campionato | Campionato | Campionato | Campionato | Coppe nazionali | Coppe nazionali | Coppe nazionali | Coppe nazionali | Coppe nazionali | Coppe continentali | Coppe continentali | Coppe continentali | Coppe continentali | Coppe continentali | Altre coppe | Altre coppe | Altre coppe | Altre coppe | Altre coppe | Totale | Totale | Totale | Totale | % Vittorie | Piazzamento |
| Stagione        | Squadra         | Comp            | G          | V          | N          | P          | Comp            | G               | V               | N               | P               | Comp               | G                  | V                  | N                  | P                  | Comp        | G           | V           | N           | P           | G      | V      | N      | P      | %          | Piazzamento |
| --------------- | --------------- | --------------- | ---------- | ---------- | ---------- | ---------- | --------------- | --------------- | --------------- | --------------- | --------------- | ------------------ | ------------------ | ------------------ | ------------------ | ------------------ | ----------- | ----------- | ----------- | ----------- | ----------- | ------ | ------ | ------ | ------ | ---------- | ----------- |
| set.-ott. 2011  | Pistoiese       | D               | 7          | 0          | 4          | 3          | CI-D            | -               | -               | -               | -               | -                  | -                  | -                  | -                  | -                  | -           | -           | -           | -           | -           | 7      | 0      | 4      | 3      | &0,00      | Sub., Eson. |
| 2025-2026       | Pianese         | C               | 0          | 0          | 0          | 0          | CI-C            | 1               | 0               | 0               | 1               | -                  | -                  | -                  | -                  | -                  | -           | -           | -           | -           | -           | 1      | 0      | 0      | 1      | &0,00      | in corso    |
| Totale carriera | Totale carriera | Totale carriera | 7          | 0          | 4          | 3          |                 | 1               | 0               | 0               | 1               |                    | -                  | -                  | -                  | -                  | -           |             | -           | -           | -           | 8      | 0      | 4      | 4      | 0,00       |             |

## Palmarès

### Giocatore

#### Club

##### Competizioni nazionali
- Coppa Italia Serie C: 1

Empoli: 1995-1996
- Supercoppa italiana: 3

Juventus: 1997, 2002, 2003
- Campionato italiano: 3

Juventus: 1997-1998, 2001-2002, 2002-2003
- Campionato italiano: 1 (revocato)

Juventus: 2004-2005
- Campionato italiano di Serie B: 1

Juventus: 2006-2007

##### Competizioni internazionali
- Coppa Intertoto UEFA: 1

Juventus: 1999

#### Nazionale
- Giochi del Mediterraneo: 1

Bari 1997